# Saison 1945-1946 de la Juventus FC
Maillots
Chronologie
Saison précédente Saison suivante
La saison 1945-1946 de la Juventus Football Club est la quarante-troisième de l'histoire du club, créé quarante-neuf ans plus tôt en 1897.
Le club de la ville de Turin prend ici part à la 44e édition du championnat d'Italie (en italien: Divisione Nazionale).

## Historique
À la suite d'une interruption d'une saison de toute activité du club à cause des conséquences de la fin de la Seconde Guerre mondiale et de la chute du régime fasciste, le club reprend donc cette saison la compétition, toujours emmené par le même tandem Piero Dusio (président) et Felice Borel (entraîneur).
Au cours de cette nouvelle saison, la société piémontaise abandonne sa précédente dénomination, la Juventus-Cisitalia, pour adopter le nouveau nom de Juventus Football Club, encore d'actualité.
Le stade du club change également de nom, et l'ancien Stadio Benito Mussolini se fit désormais appelé le Stadio Comunale.
L'effectif de l'équipe est enrichi avec l'arrivée d'un des futurs plus grands gardiens de l'histoire du club, avec l'arrivée de Giovanni Viola, formé au club. Au milieu de terrain est ajouté le joueur Francesco Tortarolo, et l'attaque est quant à elle renforcée avec les arrivées d'Ugo Conti, Aristide Coscia, Alceo Lipizer, Alfredo Spadavecchia (retour au club), mais surtout de Silvio Piola, la grande star internationale.
Avant de reprendre un tournoi officiel, la Vieille Dame remporte au cours de cette saison deux coupes amicales, avec tout d'abord la Coppa Pio Marchi en avril 1945, puis le Torneo Fiat quelques semaines plus tard.
C'est donc à l'automne 1945 que la Juventus Football Club commence sa saison avec le championnat de Division nationale (en italien Divisione Nazionale) avec une première phase d'Italie septentrionale.
La Juventus FC joue son premier match d'après-guerre le dimanche 14 octobre 1945 lors d'un derby della Mole contre son « frère ennemi » du Torino et s'impose finalement 2-1 au Stadio Comunale (buts de Magni et de Piola sur penalty). Lors de cette phase aller d'Italie du nord, les bianconeri débutent sans soucis leur début de saison en enchaînant les victoires et matchs nuls, avec notamment une victoire 4 à 1 à domicile contre le Genoa le 25 novembre (doublés de Coscia et Borel) ou encore un succès 3 buts à 1 contre Brescia lors de la 10e journée (avec un doublé de Piola dont un but sur penalty et un but de Rava). Deux semaines plus tard a lieu la première rencontre de la nouvelle année 1946 voyant la Juve s'imposer à Turin un but à rien contre Bologne grâce à Magni, avant d'aller faire un nul 2-2 à nouveau deux semaines après contre le Milan pour le premier match de la phase retour le 30 janvier (réalisations de Magni et Depetrini). La Juventus ne perd son premier match de la saison qu'au bout de la 19e journée lors du match retour contre le Genoa à Gênes sur le score de 2 buts à 1 (but juventino de Borel). La semaine suivante, le 3 mars, Madama écrase Andrea Doria par 6 buts à 1 (grâce à un doublé de Piola puis des buts de Spadavecchia, Coscia, Borel et Magni) puis Venise 5 buts à 0 deux journées plus tard (avec un quadruplé de Sentimenti III et un but de Spadavecchia). Lors de la 24e journée du 31 mars, la Vecchia Signora remporte sa grosse victoire de la saison en infligeant une lourde défaite 6-0 au Sampierdarenese, grâce aux buts de Borel (doublé), Sentimenti III, Spadavecchia (doublé) et Conti. Les juventini terminent ensuite leur phase d'Italie du nord avec une défaite et une victoire.
À la suite des 35 points remportés grâce à un bon bilan de 13 victoires, 9 nuls et seulement 2 défaites, la Juve se classe à la 3e place du classement et parvient à rejoindre le tour final du championnat qui se joue fin avril.
Pour sa première rencontre, la Vieille Dame écrase lourdement Bari à Turin sur le score sans appel de 6 à 1 (réalisations de Locatelli, Borel, Sentimenti III, Piola sur doublé et de Coscia), avant de perdre ensuite à Milan 1 buts à 0 contre l'Inter. À la suite de cela, le club piémontais enregistre une victoire et deux nuls avant de battre enfin le Torino le 30 mai à domicile grâce à un penalty de Piola. Cette victoire donne le ton aux turinois qui enchaînent alors à partir de ce succès une série de 7 victoires consécutives, série stoppée par le match retour du derby de Turin lors de la 13e de la phase retour (1-0 au Stadio Filadelfia pour ce 100e derby turinois de l'histoire). La semaine suivante, la Juve joue son dernier match à domicile se sépare de Naples sur le score de un but partout (but de Piola pour la Juventus, qui termine par la même occasion le meilleur buteur du club de la saison avec 16 réalisations).
La Juventus Football Club termine grâce à sa bonne attaque (31 buts inscrits pour seulement 8 encaissés) avec 21 points, à seulement un point du champion, le Torino, de bon augure pour son retour à la compétition.
Vice-championne d'Italie pour la 6e fois de son histoire, l'équipe piémontaise peut à nouveau se voir ambitieuse pour la suite.

## Déroulement de la saison

### Résultats en championnat

#### Phase d'Italie du Nord
- Phase aller

| dimanche 14 octobre 1945 1re journée | Juventus                     | 2 - 1 | Torino   | Stadio Comunale, Turin 15h00 31 402 spectateurs Arbitre : Galeati |
| dimanche 14 octobre 1945 1re journée | Magni 40e · Piola 79e (pen.) |       | 44e Loik | Stadio Comunale, Turin 15h00 31 402 spectateurs Arbitre : Galeati |

| dimanche 21 octobre 1945 2e journée | Milan      | 1 - 1 | Juventus         | Stadio San Siro, Milan 15h00 Arbitre : Scotto |
| dimanche 21 octobre 1945 2e journée | Gimona 27e |       | 86e (pen.) Piola | Stadio San Siro, Milan 15h00 Arbitre : Scotto |

| dimanche 28 octobre 1945 3e journée | Juventus  | 1 - 0 | Modène | Stadio Comunale, Turin 15h00 Arbitre : Boffardi |
| dimanche 28 octobre 1945 3e journée | Piola 11e |       |        | Stadio Comunale, Turin 15h00 Arbitre : Boffardi |

| dimanche 4 novembre 1945 4e journée | Atalanta       | 1 - 1 | Juventus                 | Stadio Comunale, Bergame 14h30 Arbitre : Bonivento |
| dimanche 4 novembre 1945 4e journée | Del Medico 86e |       | 90e (pen.) Sentimenti IV | Stadio Comunale, Bergame 14h30 Arbitre : Bonivento |

| dimanche 18 novembre 1945 5e journée | Inter         | 2 - 2 | Juventus              | Stadio San Siro, Milan 14h30 Arbitre : Scorzoni |
| dimanche 18 novembre 1945 5e journée | Penzo 40e 86e |       | 30e Piola · 58e Borel | Stadio San Siro, Milan 14h30 Arbitre : Scorzoni |

| dimanche 25 novembre 1945 6e journée | Juventus                       | 4 - 1 | Genoa      | Stadio Comunale, Turin 14h30 Arbitre : Dellarole |
| dimanche 25 novembre 1945 6e journée | Coscia 12e 83e · Borel 23e 56e |       | 69e Ispiro | Stadio Comunale, Turin 14h30 Arbitre : Dellarole |

| dimanche 2 décembre 1945 7e journée | Andrea Doria | 1 - 1 | Juventus   | Stade Luigi-Ferraris, Gênes 14h30 Arbitre : Camiolo |
| dimanche 2 décembre 1945 7e journée | Rebuzzi 5e   |       | 80e Coscia | Stade Luigi-Ferraris, Gênes 14h30 Arbitre : Camiolo |

| dimanche 9 décembre 1945 8e journée | Juventus  | 1 - 1 | Triestina    | Stadio Comunale, Turin 14h30 Arbitre : Bellé |
| dimanche 9 décembre 1945 8e journée | Magni 81e |       | 77e Rossetti | Stadio Comunale, Turin 14h30 Arbitre : Bellé |

| dimanche 16 décembre 1945 9e journée | Venise | 0 - 2                  | Juventus | Stadio Pierluigi Penzo, Venise 14h30 Arbitre : Bernardi |
| dimanche 16 décembre 1945 9e journée |        | 27e Coscia · 84e Piola |          | Stadio Pierluigi Penzo, Venise 14h30 Arbitre : Bernardi |

| dimanche 23 décembre 1945 10e journée | Juventus                        | 3 - 1 | Brescia     | Stadio Comunale, Turin 14h30 Arbitre : Camiolo |
| dimanche 23 décembre 1945 10e journée | Piola 58e 65e (pen.) · Rava 81e |       | 5e Prevosti | Stadio Comunale, Turin 14h30 Arbitre : Camiolo |

| dimanche 30 décembre 1945 11e journée | Sampierdarenese  | 2 - 2 | Juventus                      | Stade Luigi-Ferraris, Gênes 14h30 Arbitre : Carpani |
| dimanche 30 décembre 1945 11e journée | Castelli 14e 25e |       | 46e Parola · 58e Spadavecchia | Stade Luigi-Ferraris, Gênes 14h30 Arbitre : Carpani |

| dimanche 6 janvier 1946 12e journée | Juventus  | 1 - 0 | Bologne | Stadio Comunale, Turin 14h30 Arbitre : Limido |
| dimanche 6 janvier 1946 12e journée | Magni 78e |       |         | Stadio Comunale, Turin 14h30 Arbitre : Limido |

| dimanche 13 janvier 1946 13e journée | Juventus              | 2 - 1 | Vicence       | Stadio Comunale, Turin 14h30 Arbitre : Sorbi |
| dimanche 13 janvier 1946 13e journée | Sentimenti III 9e 75e |       | 15e Marchetti | Stadio Comunale, Turin 14h30 Arbitre : Sorbi |

- Phase retour

| dimanche 30 janvier 1946 15e journée | Juventus                  | 2 - 2 | Milan                     | Stadio Comunale, Turin 14h30 Arbitre : Scotto |
| dimanche 30 janvier 1946 15e journée | Magni 22e · Depetrini 45e |       | 2e Gimona · 21e Cremonesi | Stadio Comunale, Turin 14h30 Arbitre : Scotto |

| dimanche 3 février 1946 16e journée | Modène | 0 - 0 | Juventus | Stadio Cesare Marzari, Modène 15h00 Arbitre : Agnolin |
| dimanche 3 février 1946 16e journée |        |       |          | Stadio Cesare Marzari, Modène 15h00 Arbitre : Agnolin |

| dimanche 10 février 1946 17e journée | Juventus              | 2 - 0 | Atalanta | Stadio Comunale, Turin 15h00 Arbitre : Spaudo |
| dimanche 10 février 1946 17e journée | Piola 20e · Borel 86e |       |          | Stadio Comunale, Turin 15h00 Arbitre : Spaudo |

| dimanche 17 février 1946 18e journée | Juventus | 0 - 0 | Inter | Stadio Comunale, Turin 15h00 Arbitre : Bernardi |
| dimanche 17 février 1946 18e journée |          |       |       | Stadio Comunale, Turin 15h00 Arbitre : Bernardi |

| dimanche 24 février 1946 19e journée | Genoa                 | 2 - 1 | Juventus  | Stade Luigi-Ferraris, Gênes 15h00 Arbitre : Zelocchi |
| dimanche 24 février 1946 19e journée | Sotgiu 42e · Neri 54e |       | 14e Borel | Stade Luigi-Ferraris, Gênes 15h00 Arbitre : Zelocchi |

| dimanche 3 mars 1946 20e journée | Juventus                                                             | 6 - 1 | Andrea Doria         | Stadio Comunale, Turin 15h00 Arbitre : Longagnani |
| dimanche 3 mars 1946 20e journée | Piola 4e 89e · Spadavecchia 11e · Coscia 17e · Borel 40e · Magni 59e |       | 79e Giuseppe Baldini | Stadio Comunale, Turin 15h00 Arbitre : Longagnani |

| dimanche 10 mars 1946 21e journée | Triestina | 0 - 3                                     | Juventus | Stadio Comunale, Trieste 15h00 Arbitre : Scotto |
| dimanche 10 mars 1946 21e journée |           | 37e Spadavecchia · 46e Coscia · 69e Borel |          | Stadio Comunale, Trieste 15h00 Arbitre : Scotto |

| dimanche 17 mars 1946 22e journée | Juventus                                          | 5 - 0 | Venise | Stadio Comunale, Turin 15h30 Arbitre : Balestrino |
| dimanche 17 mars 1946 22e journée | Sentimenti III 38e 67e 69e 70e · Spadavecchia 85e |       |        | Stadio Comunale, Turin 15h30 Arbitre : Balestrino |

| dimanche 19 mars 1946 14e journée | Torino         | 1 - 0 | Juventus | Stadio Filadelfia, Trieste 15h30 Arbitre : Bellé |
| dimanche 19 mars 1946 14e journée | Castigliano 4e |       |          | Stadio Filadelfia, Trieste 15h30 Arbitre : Bellé |

| dimanche 24 mars 1946 23e journée | Brescia                           | 2 - 1 | Juventus         | Stadio Comunale, Brescia 15h30 Arbitre : Galeati |
| dimanche 24 mars 1946 23e journée | Varglien 19e (csc) · Martelli 50e |       | 12e Spadavecchia | Stadio Comunale, Brescia 15h30 Arbitre : Galeati |

| dimanche 31 mars 1946 24e journée | Juventus                                                              | 6 - 0 | Sampierdarenese | Stadio Comunale, Turin 15h30 Arbitre : Viarengo |
| dimanche 31 mars 1946 24e journée | Borel 11e 49e · Sentimenti III 14e · Spadavecchia 54e 89e · Conti 59e |       |                 | Stadio Comunale, Turin 15h30 Arbitre : Viarengo |

| dimanche 7 avril 1946 25e journée | Bologne                              | 2 - 1 | Juventus | Stadio Comunale, Bologne 15h30 Arbitre : Bellé |
| dimanche 7 avril 1946 25e journée | Cappello 14e · Bruno Arcari (it) 49e |       | 32e Rava | Stadio Comunale, Bologne 15h30 Arbitre : Bellé |

| dimanche 14 avril 1946 26e journée | Vicence     | 1 - 2 | Juventus                              | Stadio Comunale, Vicence 15h30 Arbitre : Carpani |
| dimanche 14 avril 1946 26e journée | Zanollo 30e |       | 34e Sentimenti III · 55e Spadavecchia | Stadio Comunale, Vicence 15h30 Arbitre : Carpani |

##### Classement
|  |    | Phase d'Italie du nord | Pts | MJ | V  | N | D | BP | BC | Dif |
|  | -- | ---------------------- | --- | -- | -- | - | - | -- | -- | --- |
|  | 1. | Torino                 | 42  | 26 | 19 | 4 | 3 | 65 | 18 | +47 |
|  | 2. | Inter                  | 39  | 26 | 17 | 5 | 4 | 52 | 21 | +31 |
|  | 3. | Juventus               | 35  | 26 | 13 | 9 | 4 | 52 | 23 | +29 |

#### Phase finale
- Phase aller

| dimanche 28 avril 1946 1re journée | Juventus                                                                   | 6 - 1 | Bari        | Stadio Comunale, Turin 16h00 Arbitre : Agnolin |
| dimanche 28 avril 1946 1re journée | Locatelli 1re · Borel 4e · Sentimenti III 10e · Piola 55e 86e · Coscia 64e |       | 69e Minelli | Stadio Comunale, Turin 16h00 Arbitre : Agnolin |

| dimanche 5 mai 1946 2e journée | Inter     | 1 - 0 | Juventus | Stadio San Siro, Milan 16h00 Arbitre : Dattilo |
| dimanche 5 mai 1946 2e journée | Penzo 49e |       |          | Stadio San Siro, Milan 16h00 Arbitre : Dattilo |

| dimanche 12 mai 1946 3e journée | Juventus                                                           | 5 - 1 | Livourne  | Stadio Comunale, Turin 16h00 Arbitre : Carpani |
| dimanche 12 mai 1946 3e journée | Sentimenti III 32e · Conti 52e · Borel 63e · Rava 70e · Coscia 80e |       | 8e Raccis | Stadio Comunale, Turin 16h00 Arbitre : Carpani |

| dimanche 19 mai 1946 4e journée | Roma | 0 - 0 | Juventus | Stadio Nazionale del P.N.F., Rome 16h00 Arbitre : Scotto |
| dimanche 19 mai 1946 4e journée |      |       |          | Stadio Nazionale del P.N.F., Rome 16h00 Arbitre : Scotto |

| dimanche 26 mai 1946 5e journée | Milan     | 1 - 1 | Juventus  | Stadio San Siro, Milan 16h00 Arbitre : Zelocchi |
| dimanche 26 mai 1946 5e journée | Zorzi 79e |       | 80e Magni | Stadio San Siro, Milan 16h00 Arbitre : Zelocchi |

| jeudi 30 mai 1946 6e journée | Juventus         | 1 - 0 | Torino | Stadio Comunale, Turin 16h00 Arbitre : Dattilo |
| jeudi 30 mai 1946 6e journée | Piola 32e (pen.) |       |        | Stadio Comunale, Turin 16h00 Arbitre : Dattilo |

| dimanche 9 juin 1946 7e journée | Juventus                                                           | 6 - 0 | Naples | Stadio Comunale, Turin 16h00 Arbitre : Bernardi |
| dimanche 9 juin 1946 7e journée | Piola 25e 67e · Magni 47e · Coscia 52e · Borel 79e · Locatelli 84e |       |        | Stadio Comunale, Turin 16h00 Arbitre : Bernardi |

- Phase retour

| dimanche 16 juin 1946 8e journée | Bari | 0 - 2                                | Juventus | Rome 16h30 Arbitre : Gemini |
| dimanche 16 juin 1946 8e journée |      | 35e (pen.) Rava · 45e Sentimenti III |          | Rome 16h30 Arbitre : Gemini |

| dimanche 23 juin 1946 9e journée | Juventus      | 1 - 0 | Inter | Stadio Comunale, Turin 16h30 Arbitre : Galeati |
| dimanche 23 juin 1946 9e journée | Locatelli 53e |       |       | Stadio Comunale, Turin 16h30 Arbitre : Galeati |

| dimanche 30 juin 1946 10e journée | Livourne | 0 - 3                     | Juventus | Stadio Ardenza, Livourne 17h00 Arbitre : Zelocchi |
| dimanche 30 juin 1946 10e journée |          | 11e Conti · 34e 69e Magni |          | Stadio Ardenza, Livourne 17h00 Arbitre : Zelocchi |

| dimanche 7 juillet 1946 11e journée | Juventus                   | 2 - 1 | Roma        | Stadio Comunale, Turin 17h00 Arbitre : Carpani |
| dimanche 7 juillet 1946 11e journée | Rava 48e (pen.) 30e (pen.) |       | 23e Krieziu | Stadio Comunale, Turin 17h00 Arbitre : Carpani |

| dimanche 14 juillet 1946 12e journée | Juventus                                 | 3 - 1 | Milan      | Stadio Comunale, Turin 17h30 Arbitre : Bellé |
| dimanche 14 juillet 1946 12e journée | Sentimenti III 34e 67e · Rava 59e (pen.) |       | 36e Gimona | Stadio Comunale, Turin 17h30 Arbitre : Bellé |

| dimanche 21 juillet 1946 13e journée | Torino      | 1 - 0 | Juventus | Stadio Filadelfia, Turin 17h30 23 000 spectateurs Arbitre : Galeati |
| dimanche 21 juillet 1946 13e journée | Gabetto 19e |       |          | Stadio Filadelfia, Turin 17h30 23 000 spectateurs Arbitre : Galeati |

| dimanche 28 juillet 1946 14e journée | Naples     | 1 - 1 | Juventus  | Stadio della Liberazione, Naples 17h30 Arbitre : Scotto |
| dimanche 28 juillet 1946 14e journée | Busani 58e |       | 63e Piola | Stadio della Liberazione, Naples 17h30 Arbitre : Scotto |

##### Classement
|  |    | Classement final 1945-1946 | Pts | MJ | V  | N | D | BP | BC | Dif |
|  | -- | -------------------------- | --- | -- | -- | - | - | -- | -- | --- |
|  | 1. | Torino                     | 22  | 14 | 11 | 0 | 3 | 43 | 14 | +29 |
|  | 2. | Juventus                   | 21  | 14 | 9  | 3 | 2 | 31 | 8  | +23 |
|  | 3. | Milan                      | 16  | 14 | 7  | 2 | 5 | 25 | 16 | +9  |

### Matchs amicaux
| lundi 1er octobre 1945 | Naples         | 1 - 3 | Juventus         |  |
| lundi 1er octobre 1945 | Buteur inconnu |       | Buteurs inconnus |  |

| dimanche 7 octobre 1945 | Lazio          | 1 - 3 | Juventus         |  |
| dimanche 7 octobre 1945 | Buteur inconnu |       | Buteurs inconnus |  |

| mercredi 26 décembre 1945 | Lugano         | 1 - 0 | Juventus |  |
| mercredi 26 décembre 1945 | Buteur inconnu |       |          |  |

| lundi 22 avril 1946 | Cerano           | 2 - 2 | Juventus         |  |
| lundi 22 avril 1946 | Buteurs inconnus |       | Buteurs inconnus |  |

| vendredi 27 avril 1946 | Massese | score inconnu | Juventus |  |
| vendredi 27 avril 1946 |         |               |          |  |

#### Torneo Fiat
| samedi 17 février 1945 | Paladino         | 2 - 3 | Juventus         |  |
| samedi 17 février 1945 | Buteurs inconnus |       | Buteurs inconnus |  |

| dimanche 25 février 1945 | Juventus         | 4 - 2 | Lancia           |  |
| dimanche 25 février 1945 | Buteurs inconnus |       | Buteurs inconnus |  |

| dimanche 4 mars 1945 | Filiales FIAT    | 2 - 0 | Juventus | Turin |
| dimanche 4 mars 1945 | Buteurs inconnus |       |          | Turin |

| dimanche 11 mars 1945 | Juventus         | 5 - 2 | Torino           | Turin |
| dimanche 11 mars 1945 | Buteurs inconnus |       | Buteurs inconnus | Turin |

| dimanche 8 avril 1945 | Juventus         | 3 - 1 | Paladino       |  |
| dimanche 8 avril 1945 | Buteurs inconnus |       | Buteur inconnu |  |

| samedi 14 avril 1945 | Lancia           | 2 - 1 | Juventus       |  |
| samedi 14 avril 1945 | Buteurs inconnus |       | Buteur inconnu |  |

| samedi 21 avril 1945 | Juventus         | 4 - 2 | Filiales FIAT    |  |
| samedi 21 avril 1945 | Buteurs inconnus |       | Buteurs inconnus |  |

#### Coppa Pio Marchi
| dimanche 1er avril 1945 | Juventus         | 3 - 1 | Torino         | Turin |
| dimanche 1er avril 1945 | Buteurs inconnus |       | Buteur inconnu | Turin |

## Effectif du club
Effectif des joueurs de la Juventus Football Club lors de la saison 1945-1946.

## Buteurs
| 16 buts - Silvio Piola 13 buts - Vittorio Sentimenti 12 buts - Felice Borel 9 buts - Aristide Coscia - Pietro Magni 8 buts - Alfredo Spadavecchia | 7 buts - Pietro Rava 3 buts - Ugo Conti - Ugo Locatelli 1 but - Teobaldo Depetrini - Carlo Parola - Lucidio Sentimenti |